# Amy Fuller
Amy Lynn Fuller (Inglewood, 30 de mayo de 1968-Los Ángeles, 11 de marzo de 2023) fue una deportista estadounidense que compitió en remo, campeona mundial en 1995.
Participó en tres Juegos Olímpicos de Verano, obteniendo una medalla de plata en Barcelona 1992, en la prueba de cuatro sin timonel, el cuarto lugar en Atlanta 1996 y el sexto en Sídney 2000, en el ocho con timonel.
Ganó siete medallas en el Campeonato Mundial de Remo entre los años 1993 y 1999.
Estudió Biología en la Universidad de California en Santa Bárbara y cursó un máster en Educación en la Universidad de Tennessee en Chattanooga. Después de retirarse de la competición, trabajó como entrenadora de remo. Falleció a los 54 años por problemas derivados con el cáncer de mama que padecía.

## Palmarés internacional
| Juegos Olímpicos   | Juegos Olímpicos              | Juegos Olímpicos | Juegos Olímpicos   |
| Año                | Lugar                         | Medalla          | Prueba             |
| ------------------ | ----------------------------- | ---------------- | ------------------ |
| 1992               | Barcelona (España)            | Medalla de plata | Cuatro sin timonel |
| Campeonato Mundial |                               |                  |                    |
| Año                | Lugar                         | Medalla          | Prueba             |
| 1993               | Račice (República Checa)      | Medalla de plata | Cuatro sin timonel |
| 1993               | Račice (República Checa)      | Medalla de plata | Ocho con timonel   |
| 1994               | Indianápolis (Estados Unidos) | Medalla de plata | Cuatro sin timonel |
| 1994               | Indianápolis (Estados Unidos) | Medalla de plata | Ocho con timonel   |
| 1995               | Tampere (Finlandia)           | Medalla de oro   | Ocho con timonel   |
| 1998               | Colonia (Alemania)            | Medalla de plata | Ocho con timonel   |
| 1999               | St. Catharines (Canadá)       | Medalla de plata | Ocho con timonel   |